# Tiến Hợi
Tiến Hợi (8 tháng 8 năm 1959 – 10 tháng 2 năm 2022) là một diễn viên điện ảnh, nghệ sĩ kịch Việt Nam, ông được biết đến là người hóa thân vai diễn Chủ tịch Hồ Chí Minh thành công nhất với hơn 40 lần trong nhiều vở kịch và phim.

## Tiểu Sử
Tiến Hợi tên thật là Nguyễn Văn Hợi sinh ngày 8 tháng 8 năm 1959. Ông có quê cha ở Nghệ An, quê mẹ ở Hà Nội. Trong cuộc đời mình, ông nổi tiếng là nghệ sĩ hóa thân nhiều nhất và cũng giống nhất hình ảnh Bác Hồ trên phim lẫn sân khấu kịch, trong suốt hơn 34 năm. 

## Sự nghiệp
Năm 1978, ông đã trúng tuyển lớp đào tạo diễn viên kịch nói của Trường Văn hóa - Nghệ thuật Quân đội. Sau khi tốt nghiệp, ông về đầu quân cho Đoàn Nghệ thuật Trường Sơn (Quân khu 2).
Năm 1987, NSƯT Tiến Hợi lần đầu tiên thể hiện hình tượng Chủ tịch Hồ Chí Minh trong vở kịch "Đêm trắng" của Đoàn Nghệ thuật Trường Sơn -tác giả Lưu Quang Hà; đạo diễn, NSND Doãn Hoàng Giang. Cũng trong năm 1987, Đoàn Văn công Quân khu 2 giải thể.
Năm 1988, Tiến Hợi chuyển công tác về Đoàn 2, Nhà hát Kịch Hà Nội. Là diễn viên, ông đóng nhiều thể loại vai trong nhiều vở kịch do Nhà hát dàn dựng, như: Xin lĩnh án tử hình, Vùng lạnh, chùm hài Oái oăm đời, Sám hối, Vòng đời, Vị thánh trong mơ, Những người con Hà Nội… Năm 1989,  ông đóng vai chàng thanh niên Nguyễn Tất Thành trong phim điện ảnh "Hẹn gặp lại ở Sài Gòn". Năm 1992 với hình tượng Chủ tịch Hồ Chí Minh trong vở "Xin lĩnh án tử hình" giúp ông đoạt huy chương vàng Hội diễn Sân khấu toàn quốc.
Năm 1996, ông tiếp tục thể hiện hình tượng Chủ tịch Hồ Chí Minh trong phim "Hà Nội mùa đông năm 46" của đạo diễn Đặng Nhật Minh; bộ phim đã đoạt giải Bông sen Bạc tại Liên hoan phim Việt Nam XII. Vị đạo diễn đã nhận xét:
“Có lẽ, Hà Nội mùa Đông năm 46 là đóng góp của Tiến Hợi. Anh diễn chân thật và quan trọng là giống nhất trong cả ngoại hình lẫn tiếng nói. Đúng là số trời đã định. Vai Hồ Chí Minh phải do Tiến Hợi đảm nhiệm, chứ không thể có ai khác”.— Đặng Nhật Minh

## Gia đình
Vợ ông là nghệ hóa trang Vương Đạm Thủy, bà cũng có ngày sinh 19 tháng 5 và sinh tại Kim Liên, Nam Đàn, Nghệ An như Bác Hồ. Bà chuyên hóa trang cho các nghệ sĩ đóng vai Bác Hồ, trong đó có chồng bà.
Ông có hai con trai là Nguyễn Vương Thành và Nguyễn Vương Nam lần lượt sinh vào năm 1990 và 1997. Đặc biệt cái tên Nguyễn Vương Thành được ghép từ họ Nguyễn của ông, họ Vương của vợ ông và tên Thành -theo tên của lãnh tụ Nguyễn Tất Thành. Vợ ông mang bầu đúng dịp ông tham gia hai bộ phim mà ông tham gia đóng vai Chủ tịch Hồ Chí Minh.

## Qua đời
Ngày 04 tháng 2 năm 2022, ông phát hiện bị Ung thư phổi giai đoạn cuối.
Ông qua đời lúc 04 giờ ngày 10 tháng 02 năm 2022 sau thời gian điều trị bệnh hưởng thọ 62 tuổi.

## Các bộ phim đã tham gia

### Truyền hình
| Năm  | Tựa phim                | Vai diễn          | Đạo diễn                                             | Kênh | Nguồn |
| ---- | ----------------------- | ----------------- | ---------------------------------------------------- | ---- | ----- |
|      | Cảnh sát hình sự        |                   |                                                      |      |       |
| 2000 | Bi kịch chưa đặt tên    |                   | Đỗ Thanh Hải                                         | VTV3 |       |
| 2004 | Những giấc mơ dài       | Mạnh              | Đỗ Đức Thành                                         | VTV3 |       |
| 2005 | Con đường gian khổ      | Trưởng phòng Bính | Nguyễn Hữu Phần                                      | VTV3 |       |
| 2005 | Minh nguyệt             | Hồ Chủ Tịch       | Nguyễn Hữu Phần                                      | VTV3 |       |
| 2006 | Chuyện ở tỉnh lẻ        | Quỳnh             | Đỗ Chí Hướng - Hoàng Lâm                             | VTV1 |       |
| 2006 | Chuyên án chưa kết thúc | Bác sĩ Hải        | Bùi Huy Thuần                                        | VTV1 |       |
| 2008 | Dãy bàn 4 người         | Hải               | Đào Duy Phúc                                         | VTV3 |       |
| 2008 | Điệp vụ CK999           | Bố Thiên Kim      | Trần Chí Thành                                       | VTV3 |       |
| 2017 | Người phán xử           | Thiếu tướng Hảo   | Nguyễn Mai Hiền - Nguyễn Khải Anh - Nguyễn Danh Dũng | VTV3 |       |

### Điện ảnh
- Hẹn gặp lại Sài Gòn (Phim điện ảnh - 1989)
- Hoa ban đỏ (Phim điện ảnh truyền hình - 1994)
- Hà Nội - mùa đông 46 (Phim điện ảnh - 1996)
- Hoa ban trắng

## Giải thưởng
- 1992: Huy chương vàng Hội diễn Sân khấu toàn quốc - vở "Xin lĩnh án tử hình" - vai Chủ tịch Hồ Chí Minh

- 2011: Giải thưởng đóng vai Bác Hồ ấn tượng nhất của Ban Chỉ đạo trung ương Cuộc vận động học tập, làm theo tấm gương đạo đức Hồ Chí Minh năm 2010

- 2013: Sách Kỷ lục Guinnes Việt Nam công nhận "Tiến Hợi là nghệ sĩ thể hiện thành công vai Bác Hồ qua nhiều thể loại nhất"

- 2018: Huy chương bạc Liên hoan Sân khấu Toàn quốc vai ông Sinh-vở "Vùng lạnh". [1]